# Alpbaden
Alpbaden är ett område söder om Telegrafberget i Nacka kommun. Alpbaden var från början tänkt att bli ett nytt Saltsjöbaden men projektet lades ner och idag finns endast rester av gammal bebyggelse kvar i form av enorma stenterrasser och stengrunder.